# 161 км (селище)
161 км (рос. 161 км) — селище у складі Асінівського району Томської області, Росія. Входить до складу Новиковського сільського поселення.

## Населення
Населення — 10 осіб (2010; 11 у 2002).
Національний склад (станом на 2002 рік):
- росіяни — 100 %